# Niraeus
Niraeus is een kevergeslacht uit de familie van de boktorren (Cerambycidae). De wetenschappelijke naam van het geslacht werd voor het eerst geldig gepubliceerd in 1840 door Newman.

## Soorten
Niraeus omvat de volgende soorten:
- Niraeus bicolor (Gressitt & Rondon, 1970)
- Niraeus samarahanensis (Abang & Vives, 2004)
- Niraeus tricolor Newman, 1840